# Réseau de bus Vallée Sud Bus
Le réseau de bus Vallée Sud Bus désigne les lignes d'autobus de l'établissement public territorial Vallée Sud Grand Paris co-financées par Île-de-France Mobilités.

## Histoire
Créé le 1er janvier 2016, l'établissement public territorial Vallée Sud Grand Paris a succédé aux différentes intercommunalités existantes et a repris le statut d'autorité organisatrice de proximité.
Au 2 janvier 2019, les navettes Amibus et Montbus ne sont plus exploitées par la RATP mais par les autocars Dominique, pour le compte de l'établissement public territorial Vallée Sud Grand Paris.
Le 1er août 2022, Transdev Vallée Sud reprend l'exploitation des navettes Clamibus, Le petit fontenaisien et L'Hirondelle, précédemment exploitées par la RATP, et celle des lignes 3, 6, 7, 11, 14, 16 et 17 de l'ancien réseau de bus Le Paladin ; dans le même temps, le réseau est renommé Vallée Sud Bus,. Le nouvel exploitant s’installe à Clamart pour un contrat de deux ans et récupère 26 véhicules, dont 10 électriques.
Le 14 janvier 2023, les lignes 16 et 17 sont supprimées tandis que la ligne 3 est prolongée, la ligne 6 est réorganisée en perdant son trajet circulaire, la ligne 7 dessert Antony, les lignes 11 et 14 fusionnent pour devenir la ligne 14 et les navettes voient pour la plupart leurs amplitudes horaires augmentées avec pour L'Hirondelle une refonte totale de la desserte qui passe de trois à un seul circuit. Transdev Vallée Sud Grand Paris devient l'unique exploitant en reprenant les lignes opérées précédemment par les autocars Dominique.

## Les lignes

### Lignes à chiffres
| Ligne | Caractéristiques | Caractéristiques                                                      | Caractéristiques                                                      | Caractéristiques                                                      | Caractéristiques                                                      | Caractéristiques                                                      | Caractéristiques                                                      | Caractéristiques                                                      | Caractéristiques                                                      |
| 3     | Antony - Pierre Gilles de Gennes ⥋ Gare des Baconnets RER | Antony - Pierre Gilles de Gennes ⥋ Gare des Baconnets RER             | Antony - Pierre Gilles de Gennes ⥋ Gare des Baconnets RER             | Antony - Pierre Gilles de Gennes ⥋ Gare des Baconnets RER             | Antony - Pierre Gilles de Gennes ⥋ Gare des Baconnets RER             | Antony - Pierre Gilles de Gennes ⥋ Gare des Baconnets RER             | Antony - Pierre Gilles de Gennes ⥋ Gare des Baconnets RER             | Antony - Pierre Gilles de Gennes ⥋ Gare des Baconnets RER             | Antony - Pierre Gilles de Gennes ⥋ Gare des Baconnets RER             |
| ----- | --- | --------------------------------------------------------------------- | --------------------------------------------------------------------- | --------------------------------------------------------------------- | --------------------------------------------------------------------- | --------------------------------------------------------------------- | --------------------------------------------------------------------- | --------------------------------------------------------------------- | --------------------------------------------------------------------- |
| 3     | Ouverture / Fermeture — / — | Longueur 6,9 km                                                       | Durée 26 min                                                          | Nb. d’arrêts 22                                                       | Matériel Midibus                                                      | Jours de fonctionnement L, Ma, Me, J, V, S                            | Jour / Soir / Nuit / Fêtes O / N / N / N                              | Voy. / an —                                                           | Exploitant Transdev Vallée Sud                                        |
| 3     | Desserte : - Ville et lieux desservis : Antony (collège et lycée Descartes, hôpital privé d'Antony, institution Sainte-Marie, mairie, tribunal de proximité d'Antony, église Saint-Saturnin, espace Vasalery, complexe sportif Éric Tabarly, piscine Lionel Terray, centre commercial des Baconnets) et Massy - Gares desservies : Gare d'Antony (RER B et Orlyval), Gare de Fontaine Michalon, Gare des Baconnets, Gare du Chemin d'Antony.                                                                                               |                                                                       |                                                                       |                                                                       |                                                                       |                                                                       |                                                                       |                                                                       |                                                                       |
| 3     | Autre : - Zones traversées : 3 et 4 - Arrêts non accessibles aux UFR : Les Fleurs, Rabelais, Église Mairie, Square Collegno, Gare de Fontaine - Michalon RER, Lionel Terray. - Amplitudes horaires : La ligne est en service du lundi au samedi de 6 h 40 à 20 h 35 environ. - Particularités : Le quartier des Noyer Doré s'effectue dans les deux sens de la circulation. - Date de dernière mise à jour : 19 janvier 2024. |                                                                       |                                                                       |                                                                       |                                                                       |                                                                       |                                                                       |                                                                       |                                                                       |
| 3     | Dernière actualisation : — |                                                                       |                                                                       |                                                                       |                                                                       |                                                                       |                                                                       |                                                                       |                                                                       |
| 6     | (Circulaire) Bourg-la-Reine - Condorcet Mairie RER ⥋ via Sceaux | (Circulaire) Bourg-la-Reine - Condorcet Mairie RER ⥋ via Sceaux       | (Circulaire) Bourg-la-Reine - Condorcet Mairie RER ⥋ via Sceaux       | (Circulaire) Bourg-la-Reine - Condorcet Mairie RER ⥋ via Sceaux       | (Circulaire) Bourg-la-Reine - Condorcet Mairie RER ⥋ via Sceaux       | (Circulaire) Bourg-la-Reine - Condorcet Mairie RER ⥋ via Sceaux       | (Circulaire) Bourg-la-Reine - Condorcet Mairie RER ⥋ via Sceaux       | (Circulaire) Bourg-la-Reine - Condorcet Mairie RER ⥋ via Sceaux       | (Circulaire) Bourg-la-Reine - Condorcet Mairie RER ⥋ via Sceaux       |
| 6     | Ouverture / Fermeture — / — | Longueur 10,30 km                                                     | Durée 36 min                                                          | Nb. d’arrêts 22                                                       | Matériel Sprinter                                                     | Jours de fonctionnement L, Ma, Me, J, V, S                            | Jour / Soir / Nuit / Fêtes O / N / N / N                              | Voy. / an —                                                           | Exploitant Transdev Vallée Sud                                        |
| 6     | Desserte : - Villes et lieux desservis : Bourg-la-Reine et Sceaux - Gares desservies : Gare de Bourg-la-Reine, Gare de Sceaux et Gare de Robinson |                                                                       |                                                                       |                                                                       |                                                                       |                                                                       |                                                                       |                                                                       |                                                                       |
| 6     | Autre : - Zone traversée : 3 - Arrêts non accessibles aux UFR : — - Amplitudes horaires : La ligne est en service du lundi au samedi de 7 h 30 à 20 h 5 environ. - Particularités : En semaine entre 9 h 45 et 15 h 45 et le samedi, la ligne est exploitée en transport à la demande. Par ailleurs, les arrêts Robinson RER, Cimetière de Sceaux, Mairie de Sceaux, Les Imbergères et Paul Couderc sont accessibles uniquement sur réservation. - Date de dernière mise à jour : 19 janvier 2024.                                         |                                                                       |                                                                       |                                                                       |                                                                       |                                                                       |                                                                       |                                                                       |                                                                       |
| 6     | Dernière actualisation : — |                                                                       |                                                                       |                                                                       |                                                                       |                                                                       |                                                                       |                                                                       |                                                                       |
| 7     | Bourg-la-Reine - Port Galand ⥋ Antony - La Fontaine | Bourg-la-Reine - Port Galand ⥋ Antony - La Fontaine                   | Bourg-la-Reine - Port Galand ⥋ Antony - La Fontaine                   | Bourg-la-Reine - Port Galand ⥋ Antony - La Fontaine                   | Bourg-la-Reine - Port Galand ⥋ Antony - La Fontaine                   | Bourg-la-Reine - Port Galand ⥋ Antony - La Fontaine                   | Bourg-la-Reine - Port Galand ⥋ Antony - La Fontaine                   | Bourg-la-Reine - Port Galand ⥋ Antony - La Fontaine                   | Bourg-la-Reine - Port Galand ⥋ Antony - La Fontaine                   |
| 7     | Ouverture / Fermeture 2 janvier 2006 / — | Longueur 4,40 km                                                      | Durée 20 min                                                          | Nb. d’arrêts 15                                                       | Matériel Sprinter                                                     | Jours de fonctionnement L, Ma, Me, J, V, S                            | Jour / Soir / Nuit / Fêtes O / N / N / N                              | Voy. / an —                                                           | Exploitant Transdev Vallée Sud                                        |
| 7     | Desserte : - Ville et lieux desservis : Bourg-la-Reine (collège Évariste Gallois, conservatoire, mairie, gymnase de La Faïencerie, stade Charpentier), Bagneux et Antony. - Gare desservie : Gare de Bourg-la-Reine. |                                                                       |                                                                       |                                                                       |                                                                       |                                                                       |                                                                       |                                                                       |                                                                       |
| 7     | Autre : - Zone traversée : 3 - Arrêts non accessibles aux UFR : — - Amplitudes horaires : La ligne est en service du lundi au vendredi de 7 h à 19 h 30 et le samedi de 7 h à 19 h 30 environ. - Date de dernière mise à jour : 12 janvier 2023. |                                                                       |                                                                       |                                                                       |                                                                       |                                                                       |                                                                       |                                                                       |                                                                       |
| 7     | Dernière actualisation : — |                                                                       |                                                                       |                                                                       |                                                                       |                                                                       |                                                                       |                                                                       |                                                                       |
| 14    | Fontenay-aux-Roses - Division Leclerc ⥋ Gare de La Croix de Berny RER | Fontenay-aux-Roses - Division Leclerc ⥋ Gare de La Croix de Berny RER | Fontenay-aux-Roses - Division Leclerc ⥋ Gare de La Croix de Berny RER | Fontenay-aux-Roses - Division Leclerc ⥋ Gare de La Croix de Berny RER | Fontenay-aux-Roses - Division Leclerc ⥋ Gare de La Croix de Berny RER | Fontenay-aux-Roses - Division Leclerc ⥋ Gare de La Croix de Berny RER | Fontenay-aux-Roses - Division Leclerc ⥋ Gare de La Croix de Berny RER | Fontenay-aux-Roses - Division Leclerc ⥋ Gare de La Croix de Berny RER | Fontenay-aux-Roses - Division Leclerc ⥋ Gare de La Croix de Berny RER |
| 14    | Ouverture / Fermeture 26 mai 2007 / — | Longueur —                                                            | Durée 30 min                                                          | Nb. d’arrêts 38                                                       | Matériel Midibus Minibus                                              | Jours de fonctionnement L, Ma, Me, J, V, S                            | Jour / Soir / Nuit / Fêtes O / N / N / N                              | Voy. / an 100 000                                                     | Exploitant Transdev Vallée Sud                                        |
| 14    | Desserte : - Villes et lieux desservis : Fontenay-aux-Roses (stade du Panorama, CEA), Le Plessis-Robinson (église Sainte-Bathilde, chapelle orthodoxe Saint-Pierre et Saint-Paul, hôpital Marie Lannelongue, étang Colbert, bois de la Garenne, théâtre du Coteau), Sceaux (cimetière, faculté Jean Monnet), Châtenay-Malabry (parc de la Vallée-aux-Loups, collège Pierre Brossolette, parc de Sceaux) et Antony. - Stations et gares desservies : Division Leclerc (T6), Gare de Robinson, La Vallée (T10) et Gare de La Croix de Berny. |                                                                       |                                                                       |                                                                       |                                                                       |                                                                       |                                                                       |                                                                       |                                                                       |
| 14    | Autre : - Zone traversée : 3 - Arrêts non accessibles aux UFR : — - Amplitudes horaires : La ligne est en service du lundi au samedi de 7 h à 20 h 45. - Date de dernière mise à jour : 19 janvier 2024. |                                                                       |                                                                       |                                                                       |                                                                       |                                                                       |                                                                       |                                                                       |                                                                       |
| 14    | Dernière actualisation : — |                                                                       |                                                                       |                                                                       |                                                                       |                                                                       |                                                                       |                                                                       |                                                                       |

### Navettes
| Ligne                 | Caractéristiques | Caractéristiques                                                                                                   | Caractéristiques                                                                                                   | Caractéristiques                                                                                                   | Caractéristiques                                                                                                   | Caractéristiques                                                                                                   | Caractéristiques                                                                                                   | Caractéristiques                                                                                                   | Caractéristiques                                                                                                   |
| Amibus                | Châtillon - Centre aquatique ⥋ Maison Blanche - Châtillon - Montrouge | Châtillon - Centre aquatique ⥋ Maison Blanche - Châtillon - Montrouge                                              | Châtillon - Centre aquatique ⥋ Maison Blanche - Châtillon - Montrouge                                              | Châtillon - Centre aquatique ⥋ Maison Blanche - Châtillon - Montrouge                                              | Châtillon - Centre aquatique ⥋ Maison Blanche - Châtillon - Montrouge                                              | Châtillon - Centre aquatique ⥋ Maison Blanche - Châtillon - Montrouge                                              | Châtillon - Centre aquatique ⥋ Maison Blanche - Châtillon - Montrouge                                              | Châtillon - Centre aquatique ⥋ Maison Blanche - Châtillon - Montrouge                                              | Châtillon - Centre aquatique ⥋ Maison Blanche - Châtillon - Montrouge                                              |
| --------------------- | --- | --- | --- | --- | --- | --- | --- | --- | --- |
| Amibus                | Ouverture / Fermeture — / — | Longueur — | Durée 25 (30) min                                                                                                  | Nb. d’arrêts 21 (26)                                                                                               | Matériel Minibus                                                                                                   | Jours de fonctionnement L, Ma, Me, J, V, S, D                                                                      | Jour / Soir / Nuit / Fêtes O / N / N / O                                                                           | Voy. / an — | Exploitant Transdev Vallée Sud                                                                                     |
| Amibus                | Desserte : - Villes et lieux desservis : Châtillon (Collège P.-Éluard, Église Saint-Philippe Saint-Jacques, Hôpitaux, Gymnase République, Groupe scolaire et Gymnase Langevin Wallon, Square Sémard-Desforges, Crèche municipale, Marché communal, Gendarmerie, Médiathèque, Centre municipal de Santé, Cimetière communal, Collège George-Sand, Maternelle Guy-Lussac, École Michel-Doret, Clinique des Fauvettes, Église Notre-Dame-du-Calvaire de Châtillon, Stade municipal, Crèche départementale, Crèche familiale), Malakoff. - Station desservie : Châtillon - Montrouge, Centre de Châtillon (T6 depuis l’arrêt Conservatoire).                                  | | | | | | | | |
| Amibus                | Autre : - Zone traversée : 3. - Arrêts non accessibles aux UFR : Tous. - Amplitudes horaires : La ligne fonctionne du lundi au vendredi de 7 h à 19 h 50 et les samedis, dimanches et fêtes de 7 h à 19 h 55. - Particularités : En période scolaire, deux services desservent la branche Jean Mermoz. - Date de dernière mise à jour : 13 janvier 2023. | | | | | | | | |
| Amibus                | Dernière actualisation : — | | | | | | | | |
| Clamibus              | Maison de Quartier André Charré ⥋ Gare de Clamart | Maison de Quartier André Charré ⥋ Gare de Clamart                                                                  | Maison de Quartier André Charré ⥋ Gare de Clamart                                                                  | Maison de Quartier André Charré ⥋ Gare de Clamart                                                                  | Maison de Quartier André Charré ⥋ Gare de Clamart                                                                  | Maison de Quartier André Charré ⥋ Gare de Clamart                                                                  | Maison de Quartier André Charré ⥋ Gare de Clamart                                                                  | Maison de Quartier André Charré ⥋ Gare de Clamart                                                                  | Maison de Quartier André Charré ⥋ Gare de Clamart                                                                  |
| Clamibus              | Ouverture / Fermeture 26 février 2007 / — | Longueur — | Durée 36-38 min | Nb. d’arrêts 46 | Matériel — | Jours de fonctionnement L, Ma, Me, J, V, S                                                                         | Jour / Soir / Nuit / Fêtes O / N / N / N                                                                           | Voy. / an — | Exploitant Transdev Vallée Sud                                                                                     |
| Clamibus              | Desserte : - Ville et lieux desservis : Clamart (Maison de Quartier André-Charré, Maison de Quartier du Petit-Clamart, Crèche Normandie, Lycée professionnel Albert-Camus, Cimetière intercommunal, Gymnase des Petits Ponts, Hôpital Antoine-Béclère, Complexe sportif du Jardin Parisien, Cimetière communal, Lycée Jacques-Monod, Gymnase du Fort, Mairie, Maison de retraite de Ferrari, Marché, Maison de retraite Sainte-Émilie, Hôpital d'instruction des armées Percy, Gymnase Condorcet, Centre d'Arts Plastiques Albert-Chanot). - Stations et gares desservies : Soleil Levant (T6), Gare de Clamart.                                                          | | | | | | | | |
| Clamibus              | Autre : - Zone traversée : 3. - Arrêts non accessibles aux UFR : Gare de Clamart. - Amplitudes horaires : La ligne fonctionne du lundi au samedi entre 7 h 25 et 19 h 20 environ. - Date de dernière mise à jour : 12 janvier 2023. | | | | | | | | |
| Clamibus              | Dernière actualisation : — | | | | | | | | |
| Clam'Express          | Gare de Clamart / Pavé Blanc / Marché ⥋ Desserte à la demande à Clamart et au Plessis-Robinson. | Gare de Clamart / Pavé Blanc / Marché ⥋ Desserte à la demande à Clamart et au Plessis-Robinson.                    | Gare de Clamart / Pavé Blanc / Marché ⥋ Desserte à la demande à Clamart et au Plessis-Robinson.                    | Gare de Clamart / Pavé Blanc / Marché ⥋ Desserte à la demande à Clamart et au Plessis-Robinson.                    | Gare de Clamart / Pavé Blanc / Marché ⥋ Desserte à la demande à Clamart et au Plessis-Robinson.                    | Gare de Clamart / Pavé Blanc / Marché ⥋ Desserte à la demande à Clamart et au Plessis-Robinson.                    | Gare de Clamart / Pavé Blanc / Marché ⥋ Desserte à la demande à Clamart et au Plessis-Robinson.                    | Gare de Clamart / Pavé Blanc / Marché ⥋ Desserte à la demande à Clamart et au Plessis-Robinson.                    | Gare de Clamart / Pavé Blanc / Marché ⥋ Desserte à la demande à Clamart et au Plessis-Robinson.                    |
| Clam'Express          | Ouverture / Fermeture 7 septembre 2019 / — | Longueur — | Durée — | Nb. d’arrêts — | Matériel Minibus                                                                                                   | Jours de fonctionnement L, Ma, Me, J, V, S                                                                         | Jour / Soir / Nuit / Fêtes O / N / N / N                                                                           | Voy. / an — | Exploitant Transdev Vallée Sud                                                                                     |
| Clam'Express          | Desserte : - Villes et lieux desservis : Clamart et Le Plessis-Robinson. - Stations et gares desservies : Gare de Clamart et Pavé Blanc (T6). | | | | | | | | |
| Clam'Express          | Autre : - Zone traversée : 3. - Arrêts non accessibles aux UFR : Tous. - Amplitudes horaires : La ligne fonctionne du lundi au samedi de 7 h 30 à 20 h 30 environ. - Transport à la demande : La ligne fonctionne sur réservation, sans itinéraire prédéfini sur quatre zones : Centre nord, Centre sud, Plateau et Noveos. - Date de dernière mise à jour : 1er août 2022. | | | | | | | | |
| Clam'Express          | Dernière actualisation : — | | | | | | | | |
| Le Petit Fontenaisien | (Circulaire) Fontenay-aux-Roses - Division Leclerc ⥋ via Gare RER et Les Blagis | (Circulaire) Fontenay-aux-Roses - Division Leclerc ⥋ via Gare RER et Les Blagis                                    | (Circulaire) Fontenay-aux-Roses - Division Leclerc ⥋ via Gare RER et Les Blagis                                    | (Circulaire) Fontenay-aux-Roses - Division Leclerc ⥋ via Gare RER et Les Blagis                                    | (Circulaire) Fontenay-aux-Roses - Division Leclerc ⥋ via Gare RER et Les Blagis                                    | (Circulaire) Fontenay-aux-Roses - Division Leclerc ⥋ via Gare RER et Les Blagis                                    | (Circulaire) Fontenay-aux-Roses - Division Leclerc ⥋ via Gare RER et Les Blagis                                    | (Circulaire) Fontenay-aux-Roses - Division Leclerc ⥋ via Gare RER et Les Blagis                                    | (Circulaire) Fontenay-aux-Roses - Division Leclerc ⥋ via Gare RER et Les Blagis                                    |
| Le Petit Fontenaisien | Ouverture / Fermeture 26 février 2007 / — | Longueur — | Durée 40 min | Nb. d’arrêts 24 | Matériel — | Jours de fonctionnement L, Ma, Me, J, V, S                                                                         | Jour / Soir / Nuit / Fêtes O / N / N / N                                                                           | Voy. / an — | Exploitant Transdev Vallée Sud                                                                                     |
| Le Petit Fontenaisien | Desserte : - Ville et lieux desservis : Fontenay-aux-Roses (Place de la Division-Leclerc, Centre d'études nucléaires (CEA), Lycée professionnel Saint-François-d'Assise, Château Sainte-Barbe, Théâtre des Sources, Maison de retraite du Parc, Université Paris-I Sorbonne, Hôpital Repotel, Gymnase des Potiers, L'Escale, Église Saint-Stanislas des Blagis, École et Gymnase de la Roue, Centre commercial Scarron, Parc Sainte-Barbe, Cimetière, Château La Boissière, Mairie, Piscine, Maison de retraite, Hôpital, Gymnase des Pervenches, Stade du Panorama, Entreprise EDF). - Stations et gares desservies : Gare de Fontenay-aux-Roses, Division Leclerc (T6). | | | | | | | | |
| Le Petit Fontenaisien | Autre : - Zone traversée : 3. - Arrêts non accessibles aux UFR : Tous. - Amplitudes horaires : La ligne fonctionne toute l'année du lundi au samedi de 7 h 55 à 19 h 10 environ. - Date de dernière mise à jour : 12 janvier 2023. | | | | | | | | |
| Le Petit Fontenaisien | Dernière actualisation : — | | | | | | | | |
| L'Hirondelle          | (Circulaire) Malakoff - Hôtel de Ville ⥋ via Pierre Brossolette Gabriel Péri et cimetière intercommunal de Clamart | (Circulaire) Malakoff - Hôtel de Ville ⥋ via Pierre Brossolette Gabriel Péri et cimetière intercommunal de Clamart | (Circulaire) Malakoff - Hôtel de Ville ⥋ via Pierre Brossolette Gabriel Péri et cimetière intercommunal de Clamart | (Circulaire) Malakoff - Hôtel de Ville ⥋ via Pierre Brossolette Gabriel Péri et cimetière intercommunal de Clamart | (Circulaire) Malakoff - Hôtel de Ville ⥋ via Pierre Brossolette Gabriel Péri et cimetière intercommunal de Clamart | (Circulaire) Malakoff - Hôtel de Ville ⥋ via Pierre Brossolette Gabriel Péri et cimetière intercommunal de Clamart | (Circulaire) Malakoff - Hôtel de Ville ⥋ via Pierre Brossolette Gabriel Péri et cimetière intercommunal de Clamart | (Circulaire) Malakoff - Hôtel de Ville ⥋ via Pierre Brossolette Gabriel Péri et cimetière intercommunal de Clamart | (Circulaire) Malakoff - Hôtel de Ville ⥋ via Pierre Brossolette Gabriel Péri et cimetière intercommunal de Clamart |
| L'Hirondelle          | Ouverture / Fermeture 2 janvier 2005 / — | Longueur — | Durée 40 min | Nb. d’arrêts 23 | Matériel — | Jours de fonctionnement Me, J, V, S, D                                                                             | Jour / Soir / Nuit / Fêtes O / N / N / N                                                                           | Voy. / an — | Exploitant Transdev Vallée Sud                                                                                     |
| L'Hirondelle          | Desserte : - Ville et lieux desservis : Malakoff (Mairie, Théâtre 71, Entreprise Thomson, Stade M.-Cerdan, Fort de Vanves, Cimetière intercommunal, Lycée professionnel L.-Girard). - Stations et gares desservies : Gare de Vanves - Malakoff, Malakoff - Rue Étienne-Dolet. | | | | | | | | |
| L'Hirondelle          | Autre : - Zone traversée : 2. - Arrêts non accessibles aux UFR : Pierre Brossolette - Gabriel Péri, Eugénie Labolle, Jacqueline Fourré, Étienne Dolet - Métro, Marthe Fonteneau, Cimetière Communal, Esther Zilberberg et Alexis Martin. - Amplitudes horaires : La ligne fonctionne toute l'année du lundi au samedi de 8 h à 19 h 55 environ. - Date de dernière mise à jour : 12 janvier 2023. | | | | | | | | |
| L'Hirondelle          | Dernière actualisation : — | | | | | | | | |
| Montbus               | (Circulaire) Châtillon - Montrouge ⥋ via Mairie de Montrouge | (Circulaire) Châtillon - Montrouge ⥋ via Mairie de Montrouge                                                       | (Circulaire) Châtillon - Montrouge ⥋ via Mairie de Montrouge                                                       | (Circulaire) Châtillon - Montrouge ⥋ via Mairie de Montrouge                                                       | (Circulaire) Châtillon - Montrouge ⥋ via Mairie de Montrouge                                                       | (Circulaire) Châtillon - Montrouge ⥋ via Mairie de Montrouge                                                       | (Circulaire) Châtillon - Montrouge ⥋ via Mairie de Montrouge                                                       | (Circulaire) Châtillon - Montrouge ⥋ via Mairie de Montrouge                                                       | (Circulaire) Châtillon - Montrouge ⥋ via Mairie de Montrouge                                                       |
| Montbus               | Ouverture / Fermeture 11 décembre 1999 / — | Longueur — | Durée 30 min | Nb. d’arrêts 18 | Matériel Minibus                                                                                                   | Jours de fonctionnement L, Ma, Me, J, V, S, D                                                                      | Jour / Soir / Nuit / Fêtes O / N / N / N                                                                           | Voy. / an — | Exploitant Transdev Vallée Sud                                                                                     |
| Montbus               | Desserte : - Villes et lieux desservis : Montrouge (Lycée professionnel Jean-Monnet, Collège Haut-Mesnil, Maternelle, Square, Groupe scolaire Renaudel, Espace Michel Colucci, Cimetière parisien de Bagneux, Cimetière de Montrouge, Église Saint-Jacques-le-Majeur de Montrouge, École élémentaire Raymond-Queneau, Piscine, Groupe scolaire Buffalo, Stade, Square, Pompiers de Paris, Lycée Maurice-Genevoix). - Stations desservies : Châtillon - Montrouge, Mairie de Montrouge. | | | | | | | | |
| Montbus               | Autre : - Zone traversée : 2. - Arrêts non accessibles aux UFR : Tous. - Amplitudes horaires : La ligne fonctionne toute l'année du lundi au samedi de 7 h 30 à 20 h environ. - Date de dernière mise à jour : 13 janvier 2023. | | | | | | | | |
| Montbus               | Dernière actualisation : — | | | | | | | | |

## Exploitation

### Dépôt
Un dépôt de bus est créé pour l’occasion à Clamart, au 3 rue Andras Beck.

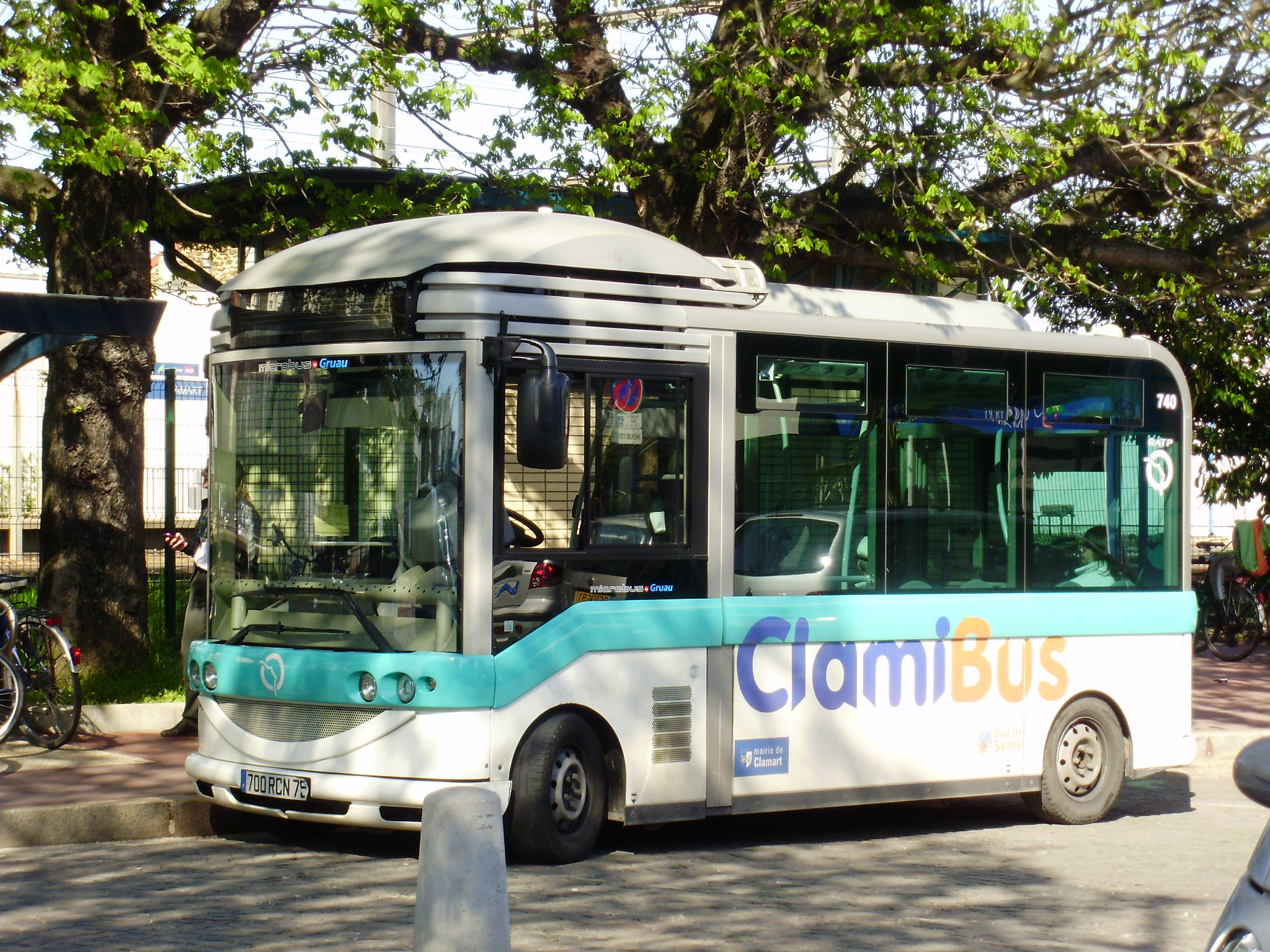
Bus de la ligne « Clamibus » du temps où la RATP l'exploitait, à Clamart

### État de parc
| Constructeur | Modèle      | Nombre d'unités | Numéros de coquille         | Période de mise en service | Ligne(s) affectée(s)                                 | Remarque(s)                  |
| ------------ | ----------- | --------------- | --------------------------- | -------------------------- | ---------------------------------------------------- | ---------------------------- |
| Durisotti    | Novibus     | 1               | 73551                       | juillet 2012               | —                                                    | ex-Transdev Les cars d'Orsay |
| Vehixel      | Cytios 4/23 | 6               | 503, 515, 525-526, 528, 540 | 2011, 2012, 2015           | 3 6 7 14 Clamibus Le Petit Fontenaisien L'Hirondelle | ex-RATP                      |
| Integralia   | In Urban    | 6               | 685-690                     | décembre 2017              | 6 7 14                                               | —                            |
| Karsan       | e-Atak      | 1               | inconnu                     | avril 2020                 | 3                                                    | ex-Keolis Littoral           |